# Orodesma nigrosparsata
Orodesma nigrosparsata är en fjärilsart som beskrevs av Max Wilhelm Karl Draudt och M.Gaede 1944. Orodesma nigrosparsata ingår i släktet Orodesma och familjen nattflyn. Inga underarter finns listade i Catalogue of Life.